# ジラ&トッテ
ジラ&トッテ（セシリア・アンドレン、Cecilia Andrén、1989年1月4日 - ）は、スウェーデンの腹話術師。